# Esteban Morcillo Sánchez
Esteban J. Morcillo Sánchez (Oliva, 1951) catedrático español de farmacología en la Facultad de Medicina y Odontología de la Universidad de Valencia. El 9 de marzo de 2010 fue elegido rector de dicha universidad. Fue  reelegido como rector de la Universidad de Valencia en las elecciones de 20 de febrero de 2014 con el 59,5 % de los votos, siendo el candidato más votado en todos los colegios electorales (PDI, PAS, estudiantes y PIF).
Durante sus períodos al frente del rectorado, la Universidad de Valencia consiguió el reconocimiento como Campus de Excelencia Internacional a sus proyectos conjuntos VLC/Campus y CAMPUSHABITAT5U. En el año 2012 la Universidad de Valencia obtuvo el premio Ability Awards como mejor organización del sector público español, y en 2013 obtuvo los premios CERMI.es por su dimensión inclusiva de la discapacidad y como mejor institución Erasmus de España. En 2014, la Universitat obtuvo el reconocimiento de la UNESCO por su observatorio de inserción laboral.

## Biografía
Entre sus títulos y posiciones académicas, además de Catedrático de Farmacología, cabe destacar las siguientes: Licenciado en Medicina y Cirugía por la Facultad de Medicina de Valencia (1974), Doctor en Medicina por la Universidad de Valencia (1976), Premio Extraordinario de la Licenciatura (1975) y del Doctorado (1978), Becario en la “Fullbright Commission” en Estados Unidos (1977-78), Postdoctoral Fellow en la Johns Hopkins University (1977), Postdoctoral Fellow en Universidad de Míchigan (1978), Becario de la Fundación Juan March (1979-80), Catedrático Numerario de Universidad (1980), Vicerrector de Investigación de la Universidad de Alcalá de Henares (1986-88), Decano de la Facultat de Medicina de la Universidad de Valencia (1999-2006) y Vicerrector de Investigación y Política Científica de la Universidad de Valencia (2007-2009).
En su etapa de formación completó los estudios universitarios con varias estancias en Estados Unidos y Reino Unido, concretamente en el Department of Medicine (Cardiovascular and Clinical Pharmacology Division) de la Johns Hopkins University (Baltimore), así como en la Universidad de Míchigan (Ann Arbor-Detroit) (1977-78), y en el Department of Physiology & Pharmacology de la University of Strathclyde-Glasgow, Reino Unido (1982-83), con una beca del Fondo de Investigaciones Sanitarias de la Seguridad Social, Ministerio de Sanidad. Posee el título de Médico Especialista en Farmacología Clínica, y la Licencia de Supervisor de Instalaciones Radiactivas emitida por el Consejo de Seguridad Nuclear (1993).

## Actividad docente e investigadora
Autor de más de 175 publicaciones en revistas internacionales indexadas en Science Citation Index (en su mayoría de la especialidad de farmacología del asma y la EPOC). También es autor de capítulos y libros de texto de Farmacología en Medicina y en Odontología.
Ha sido Investigador Principal de numerosos Proyectos de Investigación financiados por los Ministerios de Educación y Ciencia (Comisión Interministerial de Ciencia y Tecnología), la Generalidad Valenciana (Consejerías de Educación y Universidades), y el Ministerio de Sanidad e Instituto de Salud Carlos III (CIBER Enfermedades Respiratorias).
También ha liderado diversos Convenios de investigación a través de la Fundación Universidad-Empresa y la Oficina de Transferencia de Resultados de Investigación (OTRI) de la Universitat de València, así como un Proyecto CENIT 2006 con Genius Pharma (Almirall y otras compañías farmacéuticas en UTE), y un Proyecto CENIT 2009 ‘Senyfood’ (Alimentación en ancianos) con NATRACEUTICALS. Por esta actividad de relación Universidad-Empresa, recibió en 1997 el Premio Cooperación Universidad-Sociedad del Consejo Social de la Universidad de Valencia, entregado en el Paraninfo de la Universidad por el Ministro de Industria.

## Reconocimientos
Entre otros méritos cabe señalar el Premio Galien de Investigación en Farmacología (2001), Académico de Número (electo) de la Real Academia de Medicina de la Comunidad Valenciana, Presidente de la Sociedad Española de Farmacología (1997-99), Representante de la Sociedad Española de Farmacología en la Unión Internacional de Sociedades de Farmacología (IUPHAR), y Miembro de Sociedades Científicas extranjeras (The Johns Hopkins Medical and Surgical Association; British Pharmacological Society; European Respiratory Society) y nacionales (Sociedad Española de Neumología y Cirugía Torácica (SEPAR); Sociedad Española de Farmacología; Sociedad Española de Farmacología Clínica; Sociedad Española de Ciencias Fisiológicas).
Además, es o ha sido Vocal del Consejo Asesor de la Fundación Valenciana de Estudios Avanzados (2001-2009), Coordinador del Programa Sectorial de Vida y Salud del Plan Valenciano de Ciencia y Tecnología, Representante de la Comisión Interministerial de Ciencia y Tecnología (CICYT) en los Programas BIOMED2 y COST de la Unión Europea, Experto de la Comisión Interministerial de Ciencia y Tecnología (CICYT; Sección de Calidad de Vida, Salud y Farmacología), Agencia Nacional de Evaluación y Prospectiva (ANEP), y Fondo de Investigaciones Sanitarias de la Seguridad Social (FIS-SS) en la evaluación de Proyectos Científicos, Experto de la Agencia Española del Medicamento (Ministerio de Sanidad y Consumo).
Ha participado en la elaboración de ‘Informe de Experto’ en procesos de Reconocimiento Mutuo de Medicamentos en la Unión Europea, Miembro del Comité Evaluador de Reacciones Adversas a Medicamentos de la Comunidad Valenciana y del Comité de Evaluación Terapéutica de la Consejería de Sanidad.
Miembro del Comité Editorial de revistas científicas extranjeras, como Fundamental and Clinical Pharmacology (Elsevier, Paris), y Pulmonary Pharmacology & Therapeutics (Academic Press, London).

## Rector de la Universidad de Valencia
El 9 de marzo de 2010 fue elegido Rector de la Universidad de Valencia. El 2 de abril de 2014 tomó posesión el Consejo de Dirección de la Universidad de Valencia del segundo período en el rectorado de Esteban Morcillo.
El 6 de marzo de 2018 es elegida María Vicenta Mestre Escrivá como nueva Rectora, convirtiéndose así en la primera Rectora de la historia de la Comunidad Valenciana y primera de la Universidad de València.

| Predecesor: Francisco Tomás Vert | Rector de la Universidad de Valencia 2010- actualidad | Sucesor: María Vicenta Mestre Escrivá |